# Ꝡ
Pour les articles homonymes, voir VY.
Cette page contient des caractères spéciaux ou non latins. S’ils s’affichent mal (▯, ?, etc.), consultez la page d’aide Unicode.
Ꝡ (minuscule ꝡ), appelée « double y » ou aussi « y dans le v », « v y liés » ou « v y collés », est une voyelle et un graphème utilisé dans l’étude du vieux norrois. Elle est formée de la ligature entre deux Y et est appelée VY dans Unicode à cause de sa forme ressemblant plutôt à une ligature entre un V et un Y.

## Utilisation
Le double y est utillisé par l’Islandais Jón Ólafsson de Grunnavík (en) au XVIIIe siècle,, pour représenter le /y/ long. On le retrouve dans Úlfhams saga (is) de Aðalheiður Guðmundsdóttir publié en 2001, basé sur des manuscrits médiévaux de rímur.

## Représentations informatiques
L’y dans le v peut être représenté avec les caractères Unicode (latin étendu D) suivants :
| formes    | représentations | chaînes de caractères | points de code | descriptions               |
| --------- | --------------- | --------------------- | -------------- | -------------------------- |
| capitale  | Ꝡ               | Ꝡ                     | U+A760         | lettre majuscule latine vy |
| minuscule | ꝡ               | ꝡ                     | U+A761         | lettre minuscule latine vy |